# Apeadeiro de Vila Franca
O Apeadeiro de Vila Franca foi uma gare da Linha do Tua, que servia a povoação de Vila Franca de Lampaças, no concelho de Bragança, em Portugal.

## História
Este apeadeiro fazia parte do troço entre as estações de Sendas e Rossas, que foi aberto à exploração no dia 14 de Agosto de 1906. O lanço da Linha do Tua entre Mirandela e Bragança foi encerrado em 15 de Dezembro de 1991.